# Convento de los Frailes Menores Capuchinos (Melilla)
El Convento de los Frailes Menores Capuchinos  es un conjunto de edificios situada en la Calle Miguel Acosta de Melilla la Vieja en la ciudad española de Melilla, y forma parte del Conjunto Histórico Artístico de la Ciudad de Melilla, un Bien de Interés Cultural.

## Historia
En 1661 con el dinero del Quinto Real de una venta de esclavos y con la orden de Felipe IV, se compran dos casas de Álverez de Perea que  se transforman en convento.
A fines del siglo XIX se levanta delante un pabellón, el del Palomar de Ingenieros.

## Descripción
Consta de planta baja, en la que se encuentra la Colección Museográfica de Arte Sacro y dos plantas, habilitadas como hospedería, pero sin uso. Está construido con paredes de mampostería de piedra local y ladrillo macizo, con vigas de madera y hierro y techos de madera.
Destaca su patio porticado.